# Златые горы (фильм, 1931)
«Златы́е го́ры» (рабочее название: «Счастли́вая у́лица») — советский чёрно-белый художественный фильм, снятый в 1931 году кинорежиссёром Сергеем Юткевичем по сценарию, написанному совместно с Андреем Михайловским, Владимиром Недоброво и Лео Арнштамом.
Фильм вышел в прокат 6 сентября 1931 года.

## Сюжет
Фильм посвящён процессу формирования революционного сознания у рабочего, недавно ставшего горожанином. Действие происходит на фоне забастовочного движения, зародившегося в 1914 году на бакинских нефтяных промыслах, и его влияния на рабочих петербургского металлургического завода «Крутилов и сын». На заводе возникла забастовка, отмеченная ростом числа новых рабочих. Среди принятых был крестьянин Пётр, который приехал в город в поисках заработка для улучшения своего разорённого хозяйства. Сын владельца завода, работающий инженером, пытается использовать Петра как вожака наименее сознательных рабочих. Под влиянием мастера завода Пётр участвует в покушении на большевика Василя. После того как он вынужден помочь раненому большевику, Пётр оказывается среди революционно настроенных рабочих. Письмо из деревни о серьёзном финансовом кризисе завершает его переход на сторону бастующих.

## В ролях
- Борис Пославский — Пётр, крестьянин
- Юрий Корвин-Круковский — хозяин завода
- Борис Феодосьев[a] — сын хозяина, инженер
- Иван Штраух — Василий, рабочий
- Борис Тенин — Вихрастый
- Николай Мичурин — мастер
- Наталья Разумова — девушка
- Наталья Ростова — няня
- Константин Назаренко — Кривой
- Н. Шолковский — пристав
- Николай Шенгелая — бакинец
- Фёдор Славский — маленький рабочий
- Рабочие:
- Константин Дмитриев
- Леонид Кмит
- Степан Каюков
- Пётр Лобанов[b]
- Иван Савельев
- Иван Селянин[c]
- Борис Чирков

## Съёмочная группа
- Авторы сценария: Андрей Михайловский, Владимир Недоброво, Сергей Юткевич, Лео Арнштам
- Режиссёр: Сергей Юткевич
- Главный оператор: Жозеф Мартов[d]
- Операторы: Владимир Рапопорт, А. Вал
- Художник: Николай Суворов
- Композитор: Дмитрий Шостакович
- Звукорежиссёр: Лео Арнштам
- Звукооператор: Илья Волк
- Ассистент режиссёра: Борис Пославский
- Помощник звукооператора: Иван Дмитриев
- Шумовое оформление: Александр Шабельский
- Съёмочная бригада: А. Кудрявцева, Т. Лихачёва, Н. Медведский, Виктор Эйсымонт
- Дирижёр: Н. Рабинович
- Автор текста: Алексей Чапыгин
- Администратор: М. Эминов

## История создания
Фильм «Златые горы» был задуман в цикле «История фабрик и заводов». Сценарий картины основан на реальных событиях борьбы на Путиловском заводе в 1912—1914 годах. Сценарий был одобрен после обсуждения между Сергеем Юткевичем и членами рабкоровского объединения журнала «Рабочий и театр». Является первым советским звуковым фильмом на историко-революционную тематику.
Картина была начата в немом варианте, а закончена в звуковом. Композитор Дмитрий Шостакович, написавший музыку к фильмам «Встречный» и «Златые горы», считал работу «важной для себя и переломной в своей кинобиографии». Фильм повторно вышел в прокат в августе 1936 года.

## Восприятие

### Критика
Писатель Яков Гринвальд в газете «Вечерняя Москва» отмечал, что «дешёвая театральность фильма значительно ослабляет художественную ценность фильма», но само собою «не могут и не должны умалять значений новинки». В завершении своей статьи он назвал фильм «большим художественным произведением советской кинематографии».
Журналист Абрам Аграновский в своей рецензии на страницах газеты «Правда» писал, что при незначительной «художественной вольности», картина может получить неправильное политическое разрешение. По утверждению Аграновского, показать переделку крестьянина без топанья на «мужика» и без переоценки в то же время его роли в революции считается нелёгкой задачей для художника. Музыка к фильму, по мнению Аграновского, «настолько выразительна и по технике передачи, и по самому содержанию, по композиции, что в ряде мест не дополняет картину, а заполняет её».
В первом томе четырёхтомной энциклопедии «История советского кино. 1917—1967», изданном в 1969 году, утверждалось, что после выхода фильмов «Златые горы» и «Встречный», к режиссёру Сергею Юткевичу «пришла подлинная творческая самодеятельность».
Критики Юрий Ханютин и Майя Туровская в своей статье про Сергея Юткевича в издании «Кино. Энциклопедический словарь» утверждали, что режиссёр в фильме «Златые горы» впервые применил на практике принцип контрапункта звука и изображения.
Историк кино Альберт Гаспарян, автор книги «Кино Армении», изданной в 1994 году, написал, что такие фильмы как «Путёвка в жизнь», «Златые горы», «Встречный» и «Чапаев» показали, как велики возможности использования слова в кино. По утверждению Гаспаряна, в этих фильмах, звучащих с экрана, слов и музыки «было ровно столько, сколько необходимо, чтобы обогатить пластический образ, который перестал быть немым и превратился в звуковой».

### Награды
В 1932 году фильм получил премию Национального совета кинокритиков США за лучший фильм на иностранном языке.

## Комментарии
1. ↑  В титрах — В. Федосьев[2]
2. ↑  В титрах — Н. Лобанов[2]
3. ↑  В титрах — К. Селянин[2]
4. ↑  В титрах — И. Мартов[2]